# August Kongsted
August Julius Helmuth Kongsted (født 6. januar 1870 i Slagelse, død 24. april 1939 på Frederiksberg) var en dansk farmaceut, der sammen med Anton Antons i 1908 grundlagde Løvens kemiske Fabrik, i dag LEO Pharma. Kongsted lagde tillige med oprettelsen af Nordisk Insulinlaboratorium i 1923 grundstenen til Novo Nordisk A/S.
Kongsted var søn af direktør og købmand Eiler Ludvig Kongsted (1843-1928) og hustru Johanne født Møller (1848-1929). Han var discipel på Slagelse Svaneapotek 1886-90 og blev cand.pharm. 1892, studerede videre på Polyteknisk Læreanstalt 1892-93 og arbejdede som manuduktør i kemi indtil 1897. Han var meget interesseret i industri og stod blandt andet bag en essens- og æterfabrik samt en stearinlysfabrik. Sammen med studiekammeraten cand.pharm. Herman Weitzman ejede han tillige, i en kortere periode, Dansk Kaffekompagni. Weitzman stod senere i spidsen for Ferrosan.
I 1908 åbnede August Kongsted sammen med Anton Antons dørene til det nyrenoverede Løveapotek på Amagertorv 33 i København. De to registrerede samme år den 27. juni navnet København Løveapotekets kemiske Fabrik. Knapt et år senere, den 19. juni 1909, registeredes navnet "LEO".
August Kongsted blev eneejer af LEO Pharma efter, at Antons omkom ved en trafikulykke 12. april 1920. Inden da havde Kongsted imidlertid i en periode været ude af både apotek og virksomhed, men kom tilbage efter den tidligere partners utidige død.
Kongsted blev gift 2. januar 1896 på Frederiksberg med Ellen Margrethe Ballin (9. august 1871 i København – 26. maj 1918 sammesteds), datter af grosserer S.S. Ballin (død 1895) og hustru Helene født Warburg (død 1924).
Kongsted ejede og drev LEO Pharma frem til sin død 24. april 1939, hvorefter virksomheden blev overtaget af hans yngste datter Gertrud og dennes mand Knud Abildgaard. Knud Abildgaard drev og udviklede virksomheden frem til 1984, hvor ejerskabet af LEO Pharma blev overdraget til LEO Fondet. Fondet overtog det fulde ejerskab i 1986.
I 1923 oprettede Kongsted desuden Nordisk Insulinlaboratorium sammen med August Krogh og H.C. Hagedorn. Ud fra Nordisk Insulinlaboratorium kom Novo Terapeutisk Laboratorium (i 1925), og de to fusionerede i 1989 til Novo Nordisk (som henholdsvis Nordisk Gentofte A/S og Novo Industri A/S).